# Fourtou
Fourtou är en kommun i departementet Aude i regionen Occitanien  i södra Frankrike. Kommunen ligger  i kantonen Couiza som ligger i arrondissementet Limoux. År 2022 hade Fourtou 78 invånare.

## Befolkningsutveckling
Antalet invånare i kommunen Fourtou
Referens: INSEE